# EF English Live
EF English Live (anteriormente EF Englishtown) es una escuela de inglés en línea fundada en 1996.
Emplea a más de 2000 personas de todo el mundo, mayormente de Estados Unidos y Reino Unido. EF English Live ofrece un curso de inglés disponible para usuarios que quieran estudiar por ordenador o mediante aplicaciones iOS para iPad o iPhone; y tableta o móvil Android. Los estudiantes de la escuela pueden realizar el curso ellos solos o tomar parte en clases grupales y privadas con un profesor de inglés.

## Historia
Fue fundado en 1996 por Bill Fisher y las oficinas centrales están ubicadas en Lucerna, Suiza, con un centro de investigación y desarrollo en Shanghái, China. En 2015 EF Englishtown pasó a llamarse EF English Live. EF English Live también tiene oficinas en Brasil, Suiza y Barcelona.

## Colaboración
EF English Live fue seleccionado como el proveedor oficial en la formación lingüística para los juegos olímpicos de Pekín 2008 y los 16 juegos asiáticos en 2010 con el anterior nombre EF Englishtown. El curso también fue seleccionado por el Ministerio de Turismo de Brasil y la fundación Roberto Marinho para enseñar inglés a más de 80 000 personas en dicho país para el mundial de fútbol FIFA World Cup.

## Premios y reconocimientos
EF English Live ganó los premios indicados en el siguiente listado con el nombre EF Englishtown:
- Interactive Media Award (IMA)[6]
- Comenius-EduMedia-Award[7][8]
- Human Resource Executive ®’s Top Training Product of the Year Award[9]
- Distinction Winner – Mobile Apps and Websites, Education[10]
- Learning Impact 2011 Gold Awards - Established Initiatives[11]
- 2010 Brandon Hall Excellence in Learning Technology Awards Bronze Medals - Best Advance in Learning Management Technology for Global Training & Compliance Training[12]
- E-Learning Award Silver Winner of Best online or distance learning programme – Education[13]
- Red Herring 100 Asia Top 100 Tech Startup[14]
- W³ Awards Gold Winner of General Website Categories – Education[15]
- 2010 WebAward Outstanding Achievement in Web Development[16]
- Davey Awards 2010 Silver Winner[17]

## Empresas y organizaciones relacionadas
EF English Live forma parte de la compañía EF Education First. Fundada en 1965, EF es la compañía educativa privada más grande del mundo, con un grupo de 15 filiales y organizaciones sin ánimo de lucro, centradas en el aprendizaje de idiomas, los viajes educativos, el intercambio cultural y los programas educativos.